# Tangara cucullata
Tangara cucullata е вид птица от семейство Тангарови (Thraupidae).

## Разпространение
Видът е разпространен в Антигуа и Барбуда, Барбадос, Гренада, Гваделупа, Доминика, Мартиника, Монсерат, Сейнт Китс и Невис, Сейнт Лусия и Сейнт Винсент и Гренадини.